# أنجيلو ايمو
أنجيلو ايمو (بالإيطالية: Angelo Aimo)‏ هو لاعب كرة قدم إيطالي في مركز الوسط، ولد في 17 نوفمبر 1964 في Manerbio ‏ في إيطاليا. لعب مع كوسينزا كالشيو ونادي بيروجيا ونادي تريفيزو ونادي كومو ونادي مودينا.